# Rally Liepāja
El Rally Liepāja es una prueba de rally que se celebra anualmente en los alrededores de las localidades de Liepāja y Ventspils (Letonia) desde el año 2013. Se disputa sobre tramos de cubiertos de nieve y hielo y forma parte del Campeonato de Europa de Rally desde su primera edición.

## Palmarés
| Año  | Edición                    | Piloto          | Copiloto               | Vehículo               | Series |
| ---- | -------------------------- | --------------- | ---------------------- | ---------------------- | ------ |
| 2013 | 1. Rally Liepāja Ventspils | Jari Ketomaa    | Kaj Lindström          | Ford Fiesta RRC        | ERC    |
| 2014 | 2. Rally Liepāja           | Esapekka Lappi  | Janne Ferm             | Škoda Fabia S2000      | ERC    |
| 2015 | 3. Rally Liepāja           | Craig Breen     | Scott Martin           | Peugeot 208 T16        | ERC    |
| 2016 | 4. Rally Liepāja           | Ralfs Sirmacis  | Arturs Simins          | Škoda Fabia R5         | ERC    |
| 2017 | 5. Rally Liepāja           | Nikolay Gryazin | Yaroslav Fedorov       | Škoda Fabia R5         | ERC    |
| 2018 | 6. Rally Liepāja           | Nikolay Gryazin | Yaroslav Fedorov       | Škoda Fabia R5         | ERC    |
| 2019 | 7. Rally Liepāja           | Oliver Solberg  | Aaron Johnston         | Volkswagen Polo GTI R5 | ERC    |
| 2020 | 8. Rally Liepāja           | Oliver Solberg  | Aaron Johnston         | Volkswagen Polo GTI R5 | ERC    |
| 2021 | 9. Rally Liepāja           | Nikolay Gryazin | Konstantin Aleksandrov | Volkswagen Polo GTI R5 | ERC    |
| 2022 | 10. Tet Rally Liepāja      | Mārtiņš Sesks   | Renars Francis         | Škoda Fabia Rally2 evo | ERC    |
| 2023 | 11. Tet Rally Liepāja      | Mārtiņš Sesks   | Renars Francis         | Škoda Fabia RS Rally2  | ERC    |
| 2024 | 1.º Tet Rally Latvia       | Kalle Rovanperä | Jonne Halttunen        | Toyota GR Yaris Rally1 | WRC    |